# Ma quale sentimento/Che cos'è
Ma quale sentimento/Che cos'è è un singolo di "Mannoia Foresi & Co.", ovvero Fiorella Mannoia e Memmo Foresi, pubblicato nel 1972.

## Il disco
Memmo Foresi cura anche gli arrangiamenti ed è anche co-produttore insieme a Gianni Grandis. Il brano del lato A in alcune occasioni è stato titolato semplicemente Prologo oppure Ma quale sentimento (Prologo).

## Tracce
Lato A
1. Ma quale sentimento – 3:32 (testo: Marco Luberti e Paolo Cassella – musica: Memmo Foresi)

Lato B
1. Che cos'è – 3:39 (testo: Giampiero Scalamogna – musica: Memmo Foresi)